# Kříženec (Planá)
Kříženec (německy Kiesenreuth) je malá vesnice, část města Planá v okrese Tachov v Plzeňském kraji. Nachází se asi tři kilometry severovýchodně od Plané. V roce 2011 zde trvale žilo 35 obyvatel.
Kříženec je také název katastrálního území o rozloze 5,56 km². V katastrálním území také stávala zaniklá osada Caltov.

## Historie
První písemná zmínka o vesnici pochází z roku 1379.

## Obyvatelstvo
| Rok            | 1869 | 1880 | 1890 | 1900 | 1910 | 1921 | 1930 | 1950 | 1961 | 1970 | 1980 | 1991 | 2001 | 2011 | 2021 |
| -------------- | ---- | ---- | ---- | ---- | ---- | ---- | ---- | ---- | ---- | ---- | ---- | ---- | ---- | ---- | ---- |
| Počet obyvatel | 195  | 206  | 232  | 245  | 260  | 275  | 266  | 121  | 84   | 92   | 53   | 30   | 30   | 35   | 40   |
| Počet domů     | 36   | 37   | 37   | 39   | 40   | 43   | 45   | 29   | 29   | 20   | 17   | 16   | 14   | 17   | 19   |

## Obecní správa
Při sčítání lidu v letech 1850–1963 Kříženec byl samostatnou obcí v okrese Planá, v roce 1950 v okrese Mariánské Lázně. Od roku 1964 je částí města Planá v okrese Tachov.